# Сербский национализм

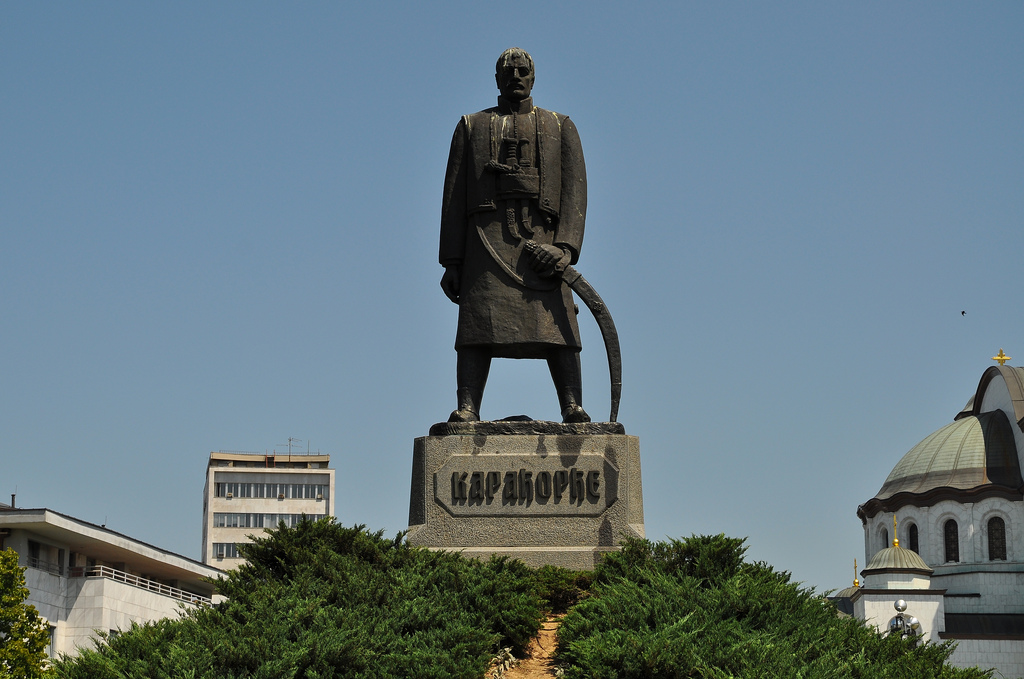
Памятник Карагеоргию в Белграде

Сербский национализм (серб. Српски национализам) — один из видов этнического национализма, предполагающий нацию как высшую ценность сербского народа и выступающий за культурное единство сербов. Зарождение сербского национализма произошло во время роста националистических настроений в Османской империи и начала национально-освободительных выступлений против турецких властей; развитию способствовали сербский учёный Вук Стефанович Караджич и государственный деятель Илия Гарашанин. Сербский национализм был одним из ключевых факторов во время Балканских войн, подорвавших могущество Османской империи, одной из предпосылок к началу Первой мировой войны, разрушившей Австро-Венгрию, и важнейшим факторов во время югославских войн.
С 1878 года сербские националисты поддерживали идеологию югославянства: взяв на вооружение пример Пьемонта и его роль в Рисорджименто (объединении Италии), они поставили своей целью не только объединить сербов в единое государство под именем Сербия, но и аналогично помочь Сербии стать центром объединения всех южнославянских народов в единое государство под названием Югославия. Их идеалом было централизованное государство, гарантировавшее единство сербов и исключавшее возможность децентрализации. Принятая в 1921 году Видовданская конституция обеспечивала преобразование страны в централизованное государство, во главе которого стояла династия Карагеоргиевичей. Ярыми противниками централизованного государства были хорватские националисты, которые требовали предоставления автономии Хорватии, что было выполнено в 1939 году в ходе соглашения Цветковича — Мачека; это же соглашение осудили сербские националисты, считая, что оно угрожает единству «сербства», и выступая с лозунгом «сильное сербство, сильная Югославия». Вторая мировая война на Балканах обернулась масштабным кровопролитием, связанным не только с нацистской идеологией, но и с межрелигиозной ненавистью. Особенно сильными сербские националистические настроения были у движения югославских войск на родине, известного также как «четники».
В 1960-е годы децентрализация СФРЮ и стремление путём «системы сдержек и противовесов» свести к минимуму националистическую угрозу обернулись серьёзным потрясениями и расколом страны. В 1980-е годы против существующего порядка вещей выступили сербские националисты, считавшие, однако, неприемлемым любую децентрализацию и разделение Югославии. Единое государство прекратило существование в 1991 году после раскола на отдельные республики, что обернулось крупными вооружёнными конфликтами: сербы участвовали в большинстве из них, настаивая на объединение сербов во всех югославских республиках в единое государство; их противниками были местные националисты и сторонники независимости, не желавшие быть в составе единого государства.

## История

### Сербская революция
Корни сербского национализма уходят в XIX век, когда в 1804 году началась Сербская революция — восстание против турецкого владычества, которое стало предпосылкой к созданию независимого сербского государства в 1878 году. Сербские националисты считают, что корни борьбы сербов за собственную культурную и национальную самобытность восходят к Косовской битве 1389 года и сербскому национально-религиозному празднику Видовдан, которые являются важными символами сербского национализма и по сей день. Ряд исследователей называют сербского лингвиста Вука Стефановича Караджича «отцом сербского национализма»: им было выработано лингвистическое определение сербов, к которым Караджич относил всех носителей штокавского диалекта вне зависимости от их религиозной или географической принадлежности. При этом Караджич признавало право некоторых говоривших на штокаквском наречии народов право называть себя не сербами, а какой-то другой нацией. Немецкий историк Михаэль Вейтманн считает, что Караджич таким образом выразил идеологию и политическую идею в научной форме, отнеся всех южных славян к сербскому народу. По мнению чеха Яна Рыхлика, Караджич стал распространять идею «великосербства» и выдвинул теорию о том, что все югославские народы говорят так или иначе на штокавском диалекте, а потому считаются сербами; хорватов и бошняков Караджич называл «сербами католической и исламской веры» соответственно.

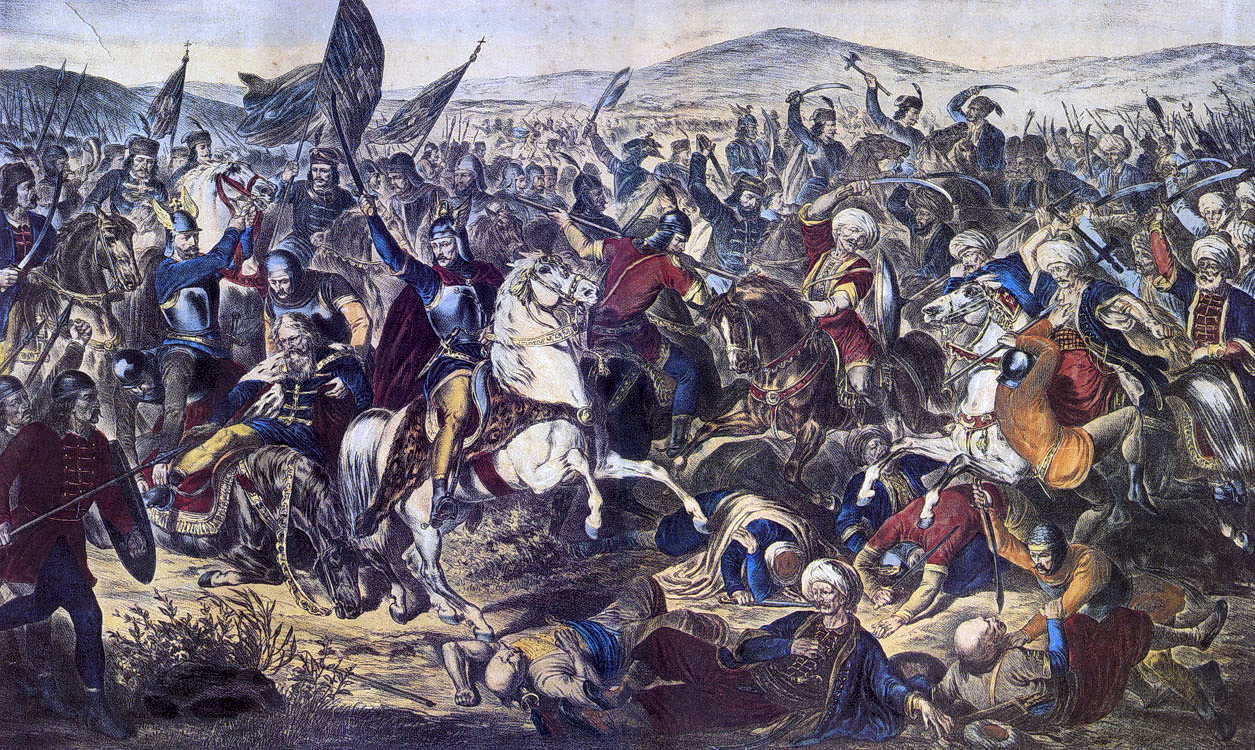
Картина Адама Стефановича «Битва на Косовом поле» (1870)

Ещё одним сторонником сербского национализма и идеи Великой Сербии был Илья Гарашанин, считая, что в состав Сербии должны входить все земли, на которых проживают этнические сербы. В 1878 году после признания Сербии независимым государством, правительство Сербии стало считать земли Австро-Венгрии, на которых проживали сербы, оккупированными, что обострило отношения между Сербией и Австро-Венгрией в самом конце XIX века.

### Первая мировая война
В 1914 году австрийский эрцгерцог Франц Фердинанд был убит боснийским сербом-революционером Гаврило Принципом, что привело к объявлением Австрией войны Сербии и началу Первой мировой войны. Несмотря на тяжёлые победы, победа Антанты над Тройственным союзом принесла Сербии определённые плоды в виде реализации намерений югославских националистов — в 1918 году было создано Королевство сербов, хорватов и словенцев, также известное как Югославия. Сербские националисты поддерживали центристские взгляды на Югославию, иные народы выступали за её преобразование в федерацию или конфедерацию. Стоявшие по другую сторону баррикад хорватские и словенские националисты конфликтовали с сербскими националистами, что и стало причинами нестабильного правительства в Югославии в межвоенные годы.

### Югославия
В 1920 году централизованные взгляды сербских националистов на Югославию были закреплены в так называемой Видовданской конституции, принятой 28 июня 1921 года в Видовдан. Противостояние между сербскими националистами с одной стороны и хорватскими и словенскими с другой стороны привело к тому, что 19 июня 1928 года в югославском парламенте сторонник сербских националистов Пуниша Рачич выстрелил из револьвера в хорватского социалиста Степана Радича, и тот спустя несколько недель, 8 августа скончался от последствий ранения. Это убийство стало ударом по институту парламентской демократии в стране. Александр I Карагеоргиевич отменил положения конституции, сосредоточив всю власть в руках монарха, и переименовал страну в Королевство Югославия, решив развивать идеологию современного югославского национализма — многим сербским националистам подобная идея пришлась не по душе, поскольку югославский национализм по их словам означал отрицание сербского. Соглашение Цветковича — Мачека, приведшее к созданию Хорватской бановины и расширению хорватской автономии, только обострило отношения между сербами и хорватами. В качестве ответа сербскими националистами был создан Сербский культурный клуб с лозунгом «Сильное сербство, сильная Югославия».

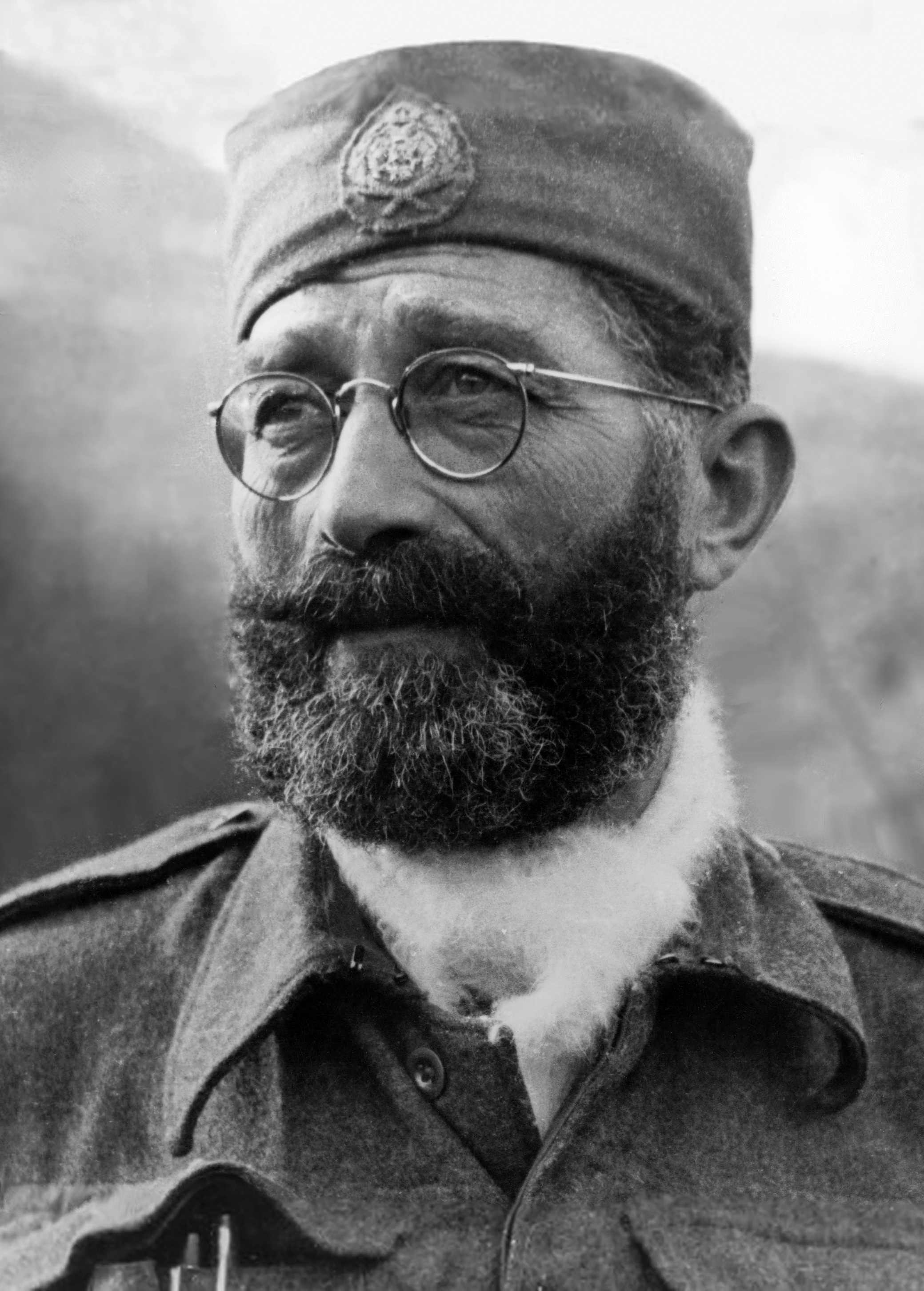
Дража Михаилович, югославский генерал

Югославия была захвачена в апреле 1941 года странами оси и разделена на несколько частей, которые превратились в марионеточные государства, лояльные нацистам и их союзникам. Одним из ответов на оккупацию стало усиление движения четников, которое обрело форму Югославских войск на Родине, ведомых Драголюбом Михаиловичем — четники выступили против германских войск и их союзников. Изначально они находились в союзе с Народно-освободительным движением Иосипа Броза Тито, однако позже по идейным причинам их союз был разорван, и они стали враждовать. Во время войны по Боснии и Герцеговине прокатилась волна насилия против бошняков, лояльных марионеточному Независимому государству Хорватия — её учинили четники, считавшие таких мусульман соучастниками преследования югославского гражданского населения.
Победа югославских партизан во Второй Мировой войне привела к образованию коммунистической Югославии: новые власти по началу считали национализм в любой форме угрозой существованию государства и пресекали попытки его выражения, сделав государственной идеологией югославизм и идею «братства и единства». Однако в 1960-е годы группа югославских интеллигентов во главе с Добрицей Чосичем своей деятельностью обеспечила возрождение сербского национализма. В 1966 году лишился своего поста начальник Государственной службы безопасности Александр Ранкович, которого Тито ещё до этого недолюбливал из-за националистических склонностей, что некоторые расценивали как атаку титовцев на сербский национализм. Со временем сербские националисты-интеллектуалы стали считать, что созданная социалистами, коммунистами и другими леворадикалами и левыми Югославия является неким экспериментом над сербским народом и несёт угрозу его самобытности.
Идеология сербского национализма укрепилась после того, как в 1980 году умер Тито. Были сняты ряд официальных и негласных запретов — так, Бранко Петранович одним из первых заявил о роли Дражи Михаиловича и его силах в борьбе Югославии против национал-социалистических захватчиков и всех кто их поддерживал, а Добрица Чосич присоединился к ряду югославских писателей, которые направили Меморандум Сербской академии наук и искусств в 1986 году. В Меморандуме звучали призывы изменить государственную политику для сохранения территориальной и государственной целостности Югославии, а также требовали прекратить чрезмерное вливание средств в экономику Хорватии и Словении ценой снижения уровня жизни Сербии и остановить начавшийся геноцид албанцами сербов в Косово. Меморандум был раскритикован Союзом коммунистов Югославии и федеральным правительством Ивана Стамболича. Даже ярые сторонники сербского национализма отказались выступать в защиту, так как были под давлением. Слободан Милошевич, публично не выступая по поводу меморандума, изначально также раскритиковал его, заявив сотрудникам службы безопасности:

Объявление меморандума Сербской академии наук и искусств — не более чем мрачнейший национализм, означающий ликвидацию текущей социалистической системы нашей страны и разделение, после которой не выживет ни один народ. Именно политика Тито «братства и единства» — единственная база, которая может спасти Югославию.

### Развал Югославии и гражданская война
В 1987 году в Сербии усилились националистические настроения, и именно Милошевич стал главным сторонником сербских националистов в рядах Союза коммунистов Югославии. Он одобрил положения об усилении централизации властей с целью снижения региональной мощи отдельных республик и автономных провинций, поддержав тем самым лозунг «Сильная Сербия, сильная Югославия». В 1988—1989 годах, во время антибюрократической революции Милошевич с помощью этого лозунга призвал сербов и черногорцев «выйти на улицы», добившись от них полной поддержки, но при этом вызвав гнев других народностей Югославии. Для них это расценивалось как попытка сербов вернуть националистические идеалы, которым симпатизировали сербские политики в Королевстве Югославия и даже Александр Ранкович. Слободан Милошевич и его сторонники взывали к националистическим чувствам сербов, говоря о важности роли Сербии в мировой политике: 19 ноября 1988 года Милошевич заявил, что сербов ждут серьёзные испытания в виде сражений против внутренних и внешних врагов.
Так, в Нови-Саде в акциях в поддержку Милошевича участвовали около 500 косовских сербов и ряд местных жителей, которые обвиняли руководство автономного края в попытке отделения от Югославии. В августе в Сербии и Черногории прокатилась волна акций протеста, участники которых, выкрикивая просербские лозунги, требовали им выдать оружие; в то же время Милошевич предпринял попытки расшатать республиканское руководство в Боснии и в Черногории, чтобы к власти пришли его сторонники. По состоянию на 1989 год под контролем сторонников Милошевича были вся Центральная Сербия, Косово, Воеводина и даже Черногория, в то время как в Боснии ещё шла борьба; тем временем отношения между сербами, хорватами и бошняками в Боснии накалились до предела, и СМИ стали сообщать о преследованиях сербов в Боснии за то, что те поддерживали Милошевича. В Македонии же пытались также убедить граждан поддержать Милошевича, выступая на демонстрациях со слоганами в его поддержку, рисуя граффити и посвящая Милошевичу песни. Сам Милошевич в то время стал готовить законопроект о возвращении сербам земель, которые принадлежали народу в межвоенные годы: это привело к массовому переезду сербов в Косово, где те пытались выселить албанцев, якобы незаконно завладевших земельными участками после прихода к власти Тито. Также он предпринимал попытку создать сербскую автономию в Хорватии, несмотря на сопротивление компартии в республике и её руководства. Наконец, Милошевич легализовал ряд сербских националистических организаций (в том числе движение четников) и фактически восстановил полноценную деятельность Сербской православной церкви в стране.
Руководство Сербии и Милошевич предлагали реформировать парламент и разделить его на три палаты: Палату граждан, представлявшую население Югославии, где у сербов было бы большинство; Палату республик и автономий, которая представляла бы регионы, и Палату профсоюзов. Против идеи Палаты граждан и Палаты профсоюзов выступили Хорватия и Словения, считавшие, что это приведёт к усилению Сербии и укреплению контроля над экономикой со стороны федеральных властей вопреки интересам регионов. Словения провела ряд собственных реформ, стремясь преобразовать Югославию в децентрализованную конфедерацию. Позже официальные требования о преобразовании Югославии в конфедерацию с многопартийной политической системой объявили не только Словения, но и Хорватия, в ответ на что Милошевич заявил, что никакой конфедерации создавать не будет, иначе границы Сербии поставят под вопрос, а он в случае децентрализации будет добиваться создания сербского федерального государства с расширенными границами. В 1989 году автономии Косово и Воеводины были упразднены, что укрепило позиции сербского правительства.
В 1991 году Милошевич осудил провозглашение суверенитета Хорватии: даже после создания Союзной Республики Югославия последняя не признавала независимость Хорватии очень долго. С июня 1990 года, согласно дневникам Борисава Йовича, Милошевич предпринимал попытки добиться от Хорватии территориальных уступок и присоединения территории к сербскому государству. Правительство Сербии совместно со сторонниками Милошевича из ЮНА (в том числе генерального штаба) разработали план по присоединению частей территории Хорватии и Боснии, где проживали сербы, который отвечал требованиям идеи «Великой Сербии». Для нужд сербов в определённые позиции стали подвозить оружие, боеприпасы и всё снаряжение через территорию Хорватии и Боснии; местное население записывалось в полувоенные и полицейские отряды, ожидая начала крупномасштабного конфликта.
Согласно интервью, взятым у правительственных служащих, ещё до выхода Республики Македония из состава СФРЮ Милошевич готовил план ареста политического руководства СР Македонии и приведение к власти лиц, лояльных Сербии, чтобы не допустить отделение республики. Когда Македония вышла в 1991 году из состава СФРЮ, ряд членов правительства Югославии сделали скандальные заявления о македонцах как «искусственно созданной нации» и намерениях добиться раздела республики между Союзной Республикой Югославией и Грецией. Вплоть до 1996 года Милошевич, добиваясь права сербов на самоопределение в Македонии, отказывался признавать независимость этой республики.
В настоящее время сербские националисты предъявляют обвинения историкам коммунистической эпохи в том, что те изображали сербов как «угнетателей» других народов Югославии, обвиняли четников в коллаборационизме и фактически приравнивали их преступления к преступлениям усташей, а масштабы геноцида сербов даже сокращались.